# Barnás pöfeteg
A barnás pöfeteg (Lycoperdon molle) a csiperkefélék családjába tartozó, Európában és Észak-Amerikában elterjedt, lombos- vagy fenyőerdőkben élő, ehető gombafaj. Egyéb elnevezései: lágy pöfeteg, puha bimbóspöfeteg.

## Megjelenése

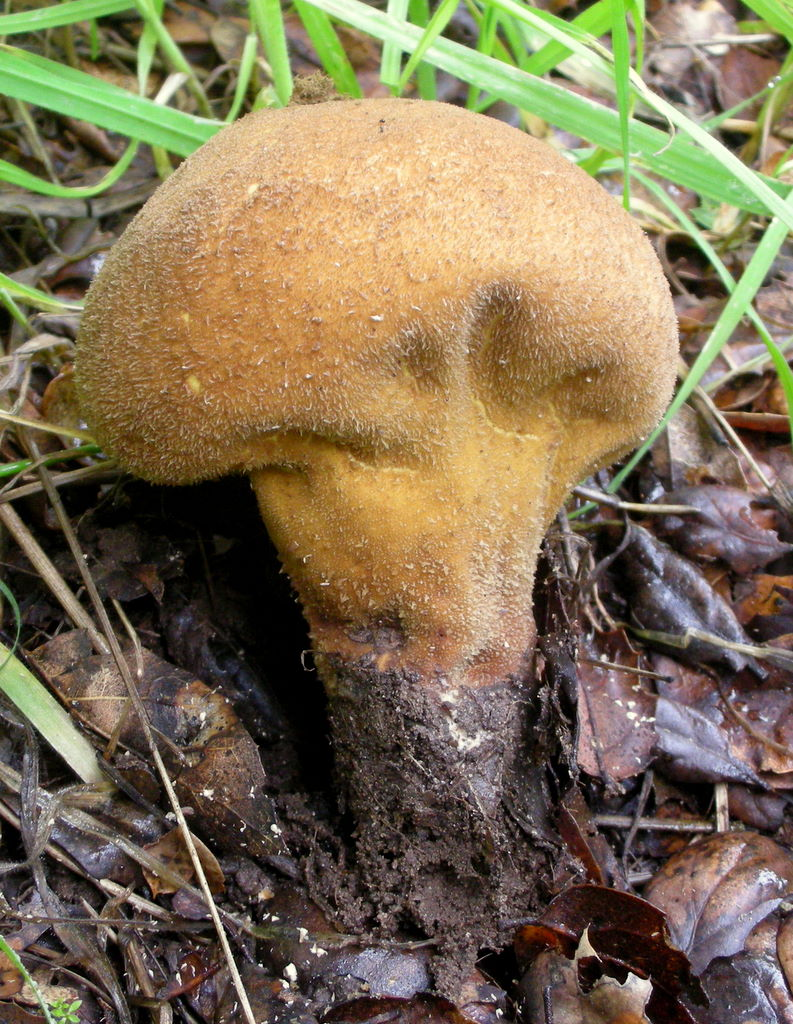

A barnás pöfeteg termőteste 2,5-6 (8) cm magas, 2,5-5 (7) cm széles, alakja gömbölyű, esetleg körte alakú. Tönkrésze kicsi. Fiatalon krémszínű, szürkésfehéres, tejeskávészínű; idősen halványbarnára, szürkésbarnára sötétedik. Felületét apró, korpaszerű, szürkésbarna, puha, letörölhető tüskék/szemcsék borítják (valójában ez a külső burka, exoperídiuma). A tüskék viszonylag hamar lehullanak, a visszamaradó, éretten papírszerű belső burkon (endoperídiumon) szemcsés marad, de hálószerű, recés mintázat nem látható rajta.
A termőréteg a termőtest belsejében található (gleba). Színe fiatalon fehér, később a sárgásolív, barna lesz. A spórák érésekor a termőtest csúcsán lyuk keletkezik, itt "pöfögnek" ki a spórák.
Spórapora barna, a spórák gömbalakúak, felületük szemcsés-tüskés, méretük 4-5,5 µm.

### Hasonló fajok
Fiatalon a bimbós pöfeteggel; később a barnás rokonaival, a büdös pöfeteggel vagy az üstökös pöfeteggel lehet összetéveszteni. 

## Elterjedése és termőhelye
Európában és Észak-Amerikában honos. Magyarországon gyakori.
Lomb-, ritkábban fenyőerdőkben él; egyesével vagy kisebb csoportokban található meg inkább cseres-tölgyesekben, többnyire nyír, tölgy vagy bükk alatt. Júniustól októberig terem.
Fiatalon ehető, a húsa barnulása után fogyasztásra már nem alkalmas.